# 曾偉明
曾偉明（英語：Tsang Wai Ming，1952年12月14日—），藝名曾瑋明，香港男演員、主持、救生員、原居民及商人，曾經活躍於電視及電影演出。與演藝界從事電視圈工作多年，以老戲骨帶領新人入戲的方式培養了不少現已成名的藝人。

## 背景
曾偉明在1952年12月14日出生於馬來亞聯合邦（今馬來西亞）金馬崙高原，約1959年至1960年期間移居香港荃灣青龍頭圓墩村至今。他曾就讀位於深井的靈光小學。小時候在村內跟團練教頭學打棍功夫或到附近啤油廠飲啤酒和到附近沙灘游泳。曾偉明曾在青龍頭一帶山頭與村民一起堵截非法入境者。擁有超過30年的拯溺經驗。其對演藝的興趣萌芽於求學時經常逃學到荃灣的舊戲院如龍華戲院看電影早場。當中徐小明在1964年電影《流浪小天使》中的演技啟發曾偉明日後加入演藝圈。本來曾已打算加入演藝圈，然而報讀電視台訓練班的最低學歷要求是中學畢業，令他唯有放棄有關念頭。由1972年起，曾偉明駐守屯門蝴蝶灣渡輪客運碼頭曾擔任救生員以及香港新界原居民等，至2003年離職，另外，曾偉明曾在2003年起至2015年期間一直當選荃灣圓墩村新界原居民村長的村代表，曾是荃灣鄉事委員會的行政成員等。後來於1977至1978年，曾偉明陪同事參與佳藝電視武術演員訓練班，結果獲取錄成為學員。受訓三個月後再陪同一位同事報讀無綫電視藝員訓練班第七期藝員訓練班，最終以功夫和唱出台灣歌曲《綠島小夜曲》入選。曾他的同期同學計有甘國衛、鄺佐輝、鞠覺亮、高俊文等人。翌年，即1978年畢業成為無綫電視藝員。1979年，首部參演的劇集為《刀神》。及後於1979年至1981年間加入《歡樂今宵》班底，主要扮演不同角色。直至1991年，曾約滿無綫電視，並轉投亞洲電視。1999年重返無綫電視。但是兩個電視台者於2003至2004年間，並為了開源節流，不再與部分台前幕後人員等沒有續約。其中曾偉明、李龍基等藝人是被裁員對象。最後促使曾再次加入亞洲電視，曾為亞洲電視前男藝員，以而在他任階段，1996年亞視的拍攝鄉土電視劇集《再見艷陽天》為其代表作。除拍攝劇集之外，他亦有參演電影與舞台劇。現時多於國內演出，閑時會釣魚作樂，現時處於半退休狀態，偶爾參與影視作品及主持人等等。

## 演出作品
*以下列表只記錄曾偉明演出過的電影及電視劇演出作品，若有遺漏，請協助補充相關資料。

### 電視劇（無綫電視）
| 首播   | 名稱           | 角色            | 備註                                                |
| 1979年 | 刀神           | 阿古            | 曾偉明首部一套的電視劇集                            |
| 1980年 | 上海灘龍虎鬥   | 流氓安          |                                                     |
| 1981年 | 火鳳凰         | 羅雄            |                                                     |
| 1982年 | 天龍八部       | 鍾萬仇          |                                                     |
| 1982年 | 萬水千山總是情 | 何老闆          |                                                     |
| 1982年 | 獵鷹           | 阿炳            |                                                     |
| 1983年 | 射鵰英雄傳     | 韓寶駒          |                                                     |
| 1984年 | 笑傲江湖       | 陸大有          |                                                     |
| 1985年 | 雪山飞狐       | 刘鹤真          |                                                     |
| 1985年 | 鍾無艷         |                 |                                                     |
| 1985年 | 觀世音         | 幽冥鬼王        |                                                     |
| 1986年 | 倚天屠龍記     | 彭瑩玉          |                                                     |
| 1987年 | 書劍恩仇錄     | 蔣四根          |                                                     |
| 1989年 | 蓋世豪俠       | 戰千軍          |                                                     |
| 1990年 | 劍魔獨孤求敗   | 趙萬祺          |                                                     |
| 2000年 | 楊貴妃         |                 |                                                     |
| 2001年 | 勇往直前       | 何橋            |                                                     |
| 2001年 | 皆大歡喜       | 黑炭頭 金輪法王 | 播映至2002年                                        |
| 2002年 | 無頭東宮       | 張參謀          | 第28、30集                                          |
| 2002年 | 法網伊人       | 王志強          | 第7-9集                                             |
| 2002年 | 談判專家       | 周志成          |                                                     |
| 2006年 | 街市的童話     | 趙炳權          | 海外劇集，2006年在翡翠台下午首播                    |
| 2015年 | 風雲天地       | 潘友            | 2013年拍攝製作，合拍/兩地電視劇；2015年在翡翠台首播 |

### 電視劇（亞洲電視）
| 首播   | 名稱                          | 角色                     | 備註         |
| 1991年 | 上海一九四九                  |                          |              |
| 1991年 | 勝者為王                      | 獨眼龍                   |              |
| 1992年 | 摩登七十二家房客              |                          |              |
| 1992年 | 龍在江湖                      |                          |              |
| 1992年 | 仙鶴神針                      | 歐                       |              |
| 1994年 | 碧血青天楊家將                | 焦廷貴                   |              |
| 1994年 | 碧血青天珍珠旗                | 焦廷貴                   |              |
| 1995年 | 九王奪位                      | 拉藏漢                   |              |
| 1995年 | 精武門                        | 叶大昌                   |              |
| 1995年 | 包青天之公正廉明              |                          |              |
| 1996年 | 飄零蒸                        |                          |              |
| 1996年 | 我和春天有個約會              |                          |              |
| 1996年 | 再見艷陽天                    | 方世宗                   |              |
| 1997年 | 着数一族                      | 许强（懒瞓强）           |              |
| 1997年 | 劍嘯江湖                      | 楚莽                     |              |
| 1997年 | 國際刑警1997                  | 牛雄                     |              |
| 1997年 | 雪花神劍                      | 史謀遁                   |              |
| 1998年 | 呆佬賀壽                      | 武龍                     |              |
| 1998年 | 穆桂英                        |                          |              |
| 2004年 | 愛在有情天                    | 江亮仁（孫二奶奶的弟弟） |              |
| 2004年 | 我和殭屍有個約會III之永恆國度 | 老徐                     |              |
| 2005年 | 美麗傳說2星願                 |                          |              |
| 2005年 | 危險人物                      | 阿彪                     | 滾油殺夫案   |
| 2005年 | 喜有此理                      | 米奇                     | 播映至2006年 |
| 2006年 | 大城小故事                    | 田向貴                   | 播映至2007年 |
| 2006年 | 義無反顧                      | 鍾世鈞                   |              |
| 2009年 | 東邊西邊                      | 周有光                   |              |
| 2010年 | 法網群英                      | 成哥                     |              |

### 電視劇（ViuTV）
| 首播   | 名稱       | 角色           | 備註 |
| 2024年 | 打天下2    | 龐敬秋         |      |
| 2025年 | 老是常出現 | 程國茂（貓叔） |      |

### 電視劇（香港電台電視部）
- 1970年代：獅子山下

### 電視電影（無綫電視）
- 1989年：綫人
- 2004年：鐵翼驚情

### 電影
- 1980年：摩登土佬
- 1990年：出土奇兵
- 1992年：一千靈異夜之死連環
- 1995年：百變星君（客串）
- 2007年：危險人物2007
- 2010年：天生我裁

### 舞台劇
- 1990年：花心大丈夫

### 綜合節目（無綫電視）
- 1979年至1981年：歡樂今宵

### 節目主持（亞洲電視）
- 2004年：金猴賀歲喜迎春
- 2004年：亞視台慶新勢力
- 2005年：金雞賀歲迎新春
- 2005年：529真情洋溢台慶夜
- 2005年：粵港一家親（表演嘉賓）
- 2006年：祥祥狗狗賀新禧
- 2006年：萬眾同歡賀台慶
- 2007年：豬事吉祥
- 2007年：資歷架構小百科
- 2008年：盧海鵬演藝人生四十年（表演嘉賓）

### 曾參與之工作／活動
- 2004年：廣告套裝『回春如意膠囊』
- 2007年：廣告套裝（歌秀一洗黑）（國內）

## 外部連結
- 曾偉明的Facebook專頁